# Coaldale (Alberta)
Coaldale es un pueblo canadiense situado en la provincia de Alberta.

## Superficie
Coaldale tiene una superficie de 13,58 km².

## Demografía
En 2021, tenía 8771 habitantes, una densidad poblacional de 645,9 hab./km², y 3343 viviendas.